# Sázava (arie protejată)
Sázava este o arie protejată (arie specială de conservare — SAC, sit de importanță comunitară — SCI) din Republica Cehă întinsă pe o suprafață de 72,76 ha, integral pe uscat.

## Localizare
Centrul sitului Sázava este situat la coordonatele 49°43′16″N 15°11′24″E / 49.721111°N 15.19°E.

## Înființare
Situl Sázava a fost declarat sit de importanță comunitară în aprilie 2005 pentru a proteja 1 specie de animale. Situl a fost protejat și ca arie specială de conservare în iunie 2017.

## Biodiversitate
Situată în ecoregiunea continentală, aria protejată nu include niciun habitat protejat.
La baza desemnării sitului se află o specie protejată de  pești: avat (Aspius aspius).